# Wakapasi
De Wakapasi (Surinaams voor looppad), voluit Wakapasi Craft & More, zijn twee promenades tussen de Palmentuin en de Van Roseveltkade in Paramaribo. Hierlangs staan 24 cabana's opgesteld, oftewel huisjes waarin standhouders eten, drinken en ambachtelijke producten uit Suriname aanbieden. Er is een selectie gemaakt uit een groot aantal standhouders, waarmee de variatie in het aanbod wordt bewaakt. De markt heeft mede tot doel om toeristen te tonen wat Suriname op handwerkgebied te bieden heeft. Ook bevindt zich er het Paramaribo Tourist Information Center.
De marktpromenade is tot stand gekomen met behulp van financiering door India. De promenade werd in augustus 2019 geopend.
Het oprichtingsbestuur van de stichting Palmentuin Wakapasi Craft & More bestond uit Ingrid Bouterse-Waldring (voormalig first lady), Mike Nerkust (districtscommissaris Paramaribo-Noordoost) en Anwar Moenne (NDP-verkiezingskandidaat en onderdirecteur Technische Diensten van het Directoraat Openbaar Groen). Door de samenstelling van NDP-getrouwen was er in 2020 kritiek vanwege belangenverstrengeling. Bouterse-Waldring kreeg het beheer en de inkomsten van de Wakapasi en de Palmentuin aan toebedeeld. Het krediet dat India beschikbaar stelde drukt op de staatsschulden.